# エドウィン・サルピーター
エドウィン・サルピーター（Edwin Ernest Salpeter,1924年12月3日 - 2008年11月26日）は、オーストリア生まれで、オーストラリアに帰化し、主にアメリカ合衆国で活躍した天文物理学者である。ハンス・ベーテとともに量子電磁気学、核物理学、天文物理学の分野の研究を行った。素量子の分野でベーテ・サルピータ方程式や、天文の分野で「サルピータ過程」「サルピーター関数（初期質量関数)」などに名前が残っている。
ウィーンに生まれたが、1935年にオーストラリアに帰化した。シドニー大学で数学と物理学を学んだ。バーミンガム大学でルドルフ・パイエルスのもとで学位を取得した。1948年からコーネル大学で、ハンス・ベーテと核物理学や天文物理学の分野で研究を行った。
サルピーターは星の内部での核反応による起源（特に3個のヘリウム核から炭素が生成されるトリプルアルファ反応 の研究を行った。1955年宇宙の初期質量と恒星の生成速度との関係を示すサルピーター関数を提案した。

## 賞・叙勲等
賞
- イギリス王立天文学会ゴールドメダル (1973年)
- 米国天文学会 ヘンリー・ノリス・ラッセル講師職 (1974年)
- カール・シュヴァルツシルト・メダル (1985年)
- ブルース・メダル (1987年)
- ディラック・メダル (1996年)
- クラフォード賞 (1997年)
- ハンス・ベーテ賞 (1999年)